# La Dame à l'hermine
Pour le tableau du xvie siècle par Alonso Sánchez Coello, voir La Dame à l'hermine (Sánchez Coello).
La Dame à l’hermine est une peinture à l'huile  sur panneau de bois de 54 × 39 cm réalisée par Léonard de Vinci à Milan, en 1488. Longtemps propriété de la famille Czartoryski, il appartient depuis fin 2016 à l'État polonais.
En 2014 une technique avancée permet d'établir que le tableau a été repeint à deux reprises par son auteur, à quoi sont venues s'ajouter d'autres modifications mineures. En dépit des dommages subis au cours des siècles, il demeure dans un état de conservation bien meilleur que plusieurs autres peintures de Léonard de Vinci.

## Parcours historique de cette œuvre
La peinture est acquise en 1798 par Adam Czartoryski, pour sa mère la princesse Izabela Czartoryska et intégrée dans les collections de la famille Czartoryski en 1800. Entre 1830 et 1876, elle est accrochée à l’hôtel Lambert, siège de l’immigration polonaise libéral-aristocratique à Paris et propriété des Czartoryski, puis elle revient ensuite en Pologne, à Cracovie dans le nouveau musée Czartoryski.  En 1914, la princesse Maria Ludwika la confie à la Gemäldegalerie de Dresde. Elle est restituée en 1920, puis  saisie en 1939 par les Allemands et envoyée au Kaiser Friedrich Museum à Berlin. En 1940 Hans Frank, gouverneur général des terres polonaises non incorporées au Reich, demande qu'elle soit restituée à la ville de Cracovie et il l’accroche, par la suite, dans ses bureaux. À la fin de la Seconde Guerre mondiale, elle est découverte par les troupes alliées dans la maison de Frank en Bavière. Elle revient en Pologne en 1946 et est exposée depuis le 12 mai 2012 au château du Wawel à Cracovie en attendant la réhabilitation du musée Czartoryski dans la même ville, après avoir été exposée du 9 novembre 2011 au 5 février 2012 à la National Gallery à Londres, au sein de l'exposition temporaire « Léonard de Vinci, un peintre à la cour de Milan ». Le 29 décembre 2016, à la suite de négociations entre le ministère de la Culture et la fondation Czartoryski, le tableau est cédé à l'État polonais. 
Une inscription erronée figure dans le coin haut gauche du tableau, « LA BELE FERRONNIÈRE. LEONARD D'AWINCI ». Celle-ci a probablement été ajoutée au moment de l'achat de la peinture par le Prince Czartoryski de Pologne en 1798 ou par un restaurateur du XIXe siècle.

## Le modèle
La peinture est l’un des quatre portraits connus de femme peints par Léonard, les trois autres étant le portrait de la Joconde, celui de Ginevra de' Benci et celui de la Belle Ferronnière. On pense que l’œuvre représente Cecilia Gallerani, la maîtresse de Ludovic Sforza, duc de Milan. Cecilia Gallerani (1473-1536) était devenue la maîtresse de Ludovic Sforza très jeune (vers 1488-1489). Leur liaison dura jusqu’au milieu de l’année 1492, après qu’elle eut donné naissance à un fils, César. En 1490, Ludovic Sforza épousa Béatrice d'Este, qui le contraint à mettre fin à cette relation. On peut donc dater le tableau soit des années 1488-1489 avant le mariage, soit un peu plus tard, si l’on admet comme Frank Zöllner qu’il puisse s’agir d’un cadeau d’adieu de Ludovic Sforza à son ancienne maîtresse.
Une correspondance datant de 1498 entre Cecilia Gallerani et Isabelle d'Este fait directement référence à ce tableau. Isabelle d'Este s’adresse ainsi à Cécilia : « Ayant eu aujourd’hui l’occasion de voir quelques tableaux de Giovanni Bellini, j’ai réfléchi à l’œuvre de Léonard avec le désir de la comparer et me souvenant qu’il avait fait votre portrait d’après nature, je vous prie […] de bien vouloir m’envoyer le portrait. »
Une étude récente vient remettre sur le devant de la scène et étayer une autre hypothèse peu suivie jusqu’à lors : le personnage héroïque de Catherine Sforza, la lionne de Romagne, y est proposé comme étant le modèle de cette représentation allégorique dans laquelle transparait la force mentale et la beauté que l’on prêtait dans la mythologie aux amazones,,.

## Analyse
Le tableau concentre toutes les innovations du portrait inspiré à Léonard par l’exemple d’Antonello de Messine : la pose de trois-quarts, le visage tourné vers le spectateur, la grâce du geste de la main (depuis l’abandon du portrait de profil, les peintres sont devenus particulièrement attentifs aux gestes des mains) « la définition de la forme par la lumière », et « le sens du mouvement interrompu » (Cécilia semble tourner la tête comme si quelqu’un lui parlait). Cécilia porte une robe somptueuse, « préfigurant la mode espagnole, et peut-être rapportée de Naples par Ludovic Sforza ». Sa tête est enveloppée d’un précieux voile transparent. Léonard  a mis un soin tout particulier à rendre le collier de perles (probablement un collier d'ambre noir mélangé à des substances odorantes), ainsi que ses reflets noirs sur la chair rose du modèle. Le décalage entre la richesse des vêtements, le geste ferme et le visage encore juvénile ajoutent au charme du tableau.
Ce portrait très raffiné est à l’image de son modèle. Cecilia Gallerani avait appris très tôt le latin. Elle composait des poèmes, pour lesquels on la comparait à Sapho. Plus tard, Matteo Bandello la qualifiera même d’un des « grands phares de la langue italienne ».
Originellement Da Vinci peint simplement un portait, qu'il retouche plus tard pour ajouter une petite hermine grise; par la suite l'hermine est repeinte en blanc, devenant un peu plus volumineuse,. Le fond du tableau (bleu à l'origine) a été repeint dans une couleur sombre à une époque tardive.
Plusieurs interprétations iconographiques de l’hermine que tient la jeune femme ont été proposées. On y a vu le symbole de la pureté. Selon Grazyna Bastek, spécialiste en peinture italienne au musée national de Varsovie, l'hermine pourrait être une allusion au duc de Milan. Symbole de pureté, elle est représentée dans les armes de ce dernier, décoré de l'ordre de l'Hermine. L'animal pourrait aussi représenter la vertu de Cecilia. Léonard de Vinci lui-même le rappelle dans le Manuscrit  H : « L’hermine (…) se laisse capturer par les chasseurs plutôt que de se réfugier dans un terrier plein de boue, pour ne pas entacher sa pureté. » Ce pourrait être aussi un calembour sur son nom de famille, Gallerani, l’hermine en grec se disant galay, ou encore l’emblème du More, qui était « l’ermellino », une petite hermine, depuis qu’il avait été décoré de l’ordre d’ell’ermillino en 1488 par Ferdinand II de Naples,, même si Léonard souhaitait peindre une hermine. De plus, l'animal pourrait être une représentation de la relation entre Ludovico Sforza et sa maîtresse. En effet, l’œuvre représente Cecilia caressant le cou de l'hermine de manière à la fois douce et ferme et avec une certaine sensualité. Cela n'est pas sans rappeler une autre caresse, visible dans Léda et le Cygne où la relation entre la femme et l'animal était clairement érotisée en raison de la source mythique du sujet. 

### Vraisemblance
L'hermine est un petit animal au corps allongé de 16 à 30 centimètres, blanc en hiver, la queue noire toute l'année, de petites oreilles ourlées et liserées de blanc, un museau effilé (un peu comme un rat), des pattes ne dépassant pas 5 centimètres, qui servait d'animal de compagnie à cette époque, dont la ressemblance est proche de la belette (qui est nettement plus petite) de la même famille des mustélidés. La représentation de Léonard de Vinci est très vraisemblable, allongé sur un avant bras féminin d'une trentaine de centimètres, une main tout aussi féminine d'une vingtaine de centimètres, dont la tête ne dépasse pas l'épaule, en appui sur son membre antérieur. L'hermine est prisée à la fois pour la blancheur de sa fourrure d'été, (pelage brun au-dessus, blanc jaunâtre en hiver), ainsi que pour sa plus petite taille par rapport au furet dont la taille est le double et les dents beaucoup plus dangereuses. C'est davantage le furet qui paraîtrait énorme, trois fois plus long que la main de la dame, et sa tête est très différente (plus proche de celle d'un petit renard). La représentation du peintre semble assez fidèle.

## Place dans l'œuvre de Léonard de Vinci
La Dame à l'hermine peut être considérée comme la concrétisation de ce que Léonard de Vinci disait être le but premier du peintre : faire ressortir d'une surface plane, un corps modelé et de montrer les mouvements de l'esprit du sujet peint, c'est-à-dire que la personnalité et la psychologie du modèle doivent transparaître dans sa représentation, ce qui est un concept-clé de l'art renaissant. John Pope-Hennessy, grand historien de l'art, a d'ailleurs affirmé que, selon lui, La Dame à l'hermine est le premier portrait européen à réussir ce mandat et qu'elle marque donc une révolution de l'iconographie, se posant comme le premier portrait moderne.
Ce tableau est souvent comparé au Portrait de Ginevra de' Benci dont la réalisation lui est antérieure. La comparaison entre ces deux portraits montre que les techniques de Léonard de Vinci ont très peu changé durant la dizaine, voire quinzaine d'années qui séparent la réalisation de ces œuvres. Ce qui a évolué, cependant, c'est « l'habileté de l'artiste à exprimer ses capacités d'observation et d'analyse dans une peinture ». En effet, la compréhension de l'anatomie par l'artiste ne transparaît pas autant dans le Portrait de Ginevra de' Benci que dans La Dame à l'hermine. La différence est également notable au niveau de la représentation des costumes des deux jeunes femmes, celui de La Dame à l'hermine étant beaucoup plus détaillé. 

## Hommages
L’écrivain britannique Philip Pullman reconnait avoir trouvé l’inspiration en étudiant entre autres le rapport entre le personnage et son animal spirituel pour sa trilogie À la croisée des mondes, publiée à partir de 1995.
La Dame à l’hermine a été choisie en illustration sur la couverture du coffret 15 Years After (2005) du projet musical Enigma. L'image est reprise pour la couverture de l'album Enigma: The Platinium Collection (2010) célébrant 20 ans de musique d'Enigma.